# Sud-Ouest de la France
La notion de Sud-Ouest de la France (aussi écrit « Sud-Ouest (France) », notamment dans l'édition cartographique) reprend les points cardinaux sud et ouest pour indiquer une région Sud-Ouest, située entre ces points cardinaux.
Outre l'usage en géographie, y compris universitaire dont témoigne la Revue géographique des Pyrénées et du Sud-Ouest (RGPSO, fondée en 1930, devenue désormais Sud-Ouest européen en 1996), le terme est couramment utilisé dans les médias et la presse en France pour les occurrences liées notamment au sport (rugby), à la cuisine et aux informations météorologiques,,, même s’il reste à en préciser les limites et comparer aux périmètres administratifs.

## Limites du Sud-Ouest en France

### Cartographie
Le Sud-Ouest est à peu près considéré comme le quart sud-ouest de la France métropolitaine : c'est la dénomination utilisée pour titre,, par les principaux éditeurs de cartes routières en France.

### Limites géographiques
Le Sud-Ouest en France est délimité, dans deux directions, par deux frontières de la France maritimes : il forme un isthme, noté déjà par Strabon, entre le golfe de Gascogne et la mer Méditerranée au sud-est : « Toulouse est bâtie sur la section la plus étroite de l'isthme […] qui sépare l'Océan de la mer baignant Narbonne. » Au sud, la limite est la frontière entre l'Espagne et la France le long des Pyrénées.
Le Sud-Ouest couvre ainsi un ensemble de territoires, de départements français pour simplifier, délimité dans au moins trois directions (points cardinaux) par les frontières de la France. Cet ensemble est situé entre :
- l'océan Atlantique (ici le golfe de Gascogne) à l’ouest ;
- la frontière entre l’Espagne et la France au sud, de l’Atlantique à la Méditerranée ;
- la mer Méditerranée (et/ou le fleuve Rhône) au sud-est ;
- le seuil du Poitou, limite entre les deux principaux bassins sédimentaires en France : Bassin parisien au nord-est et Bassin aquitain au sud-ouest.

### Latitudes
Le seuil du Poitou se trouve vers 46° 14' de latitude nord ; situé dans le nord de la région Nouvelle-Aquitaine et dans le sud de la Vienne, il sépare grosso modo le Poitou (au nord), des Charentes (au sud) début du Bassin aquitain.
Latitude de villes par rapport à ce seuil : 
- Poitiers : 46° 34′ N ; Châtellerault : 46° 49′ N;

(Seuil du Poitou : 46° 14′ N) 
- Angoulême : 45° 38′ N ; Limoges : 45° 51′ N ; La Rochelle : 46° 09′ N.

## Géographie historique
En considérant les principales anciennes provinces de France :

### Époque moderne
À l'est, le Languedoc était réparti en Haut-Languedoc (Toulouse) et Bas-Languedoc (Montpellier). La limite orientale du Languedoc était à peu près le Rhône, avec le Dauphiné et la Provence plus à l'est. Au nord du Languedoc, se trouve l'Auvergne implantée dans le Massif central.
À l'ouest, Guyenne et Gascogne formaient une même généralité (France). À l'époque antérieure, qui connut le conflit franco-anglais de la guerre de Cent Ans, ces entités avaient été quelque peu variables, selon l'issue des batailles.

### De nos jours
La Guyenne désigne principalement des territoires au-dessus de la Garonne, jusqu'au Limousin (province) et au Poitou, plus au nord.
La Gascogne désigne principalement des territoires entre Garonne et Pyrénées, en associant le Béarn.

## Régions administratives et collectivités locales
Les départements français, créés en 1790, n'ont pas été désignés par les noms d'anciennes provinces de France. Le nom de certaines provinces, comme (hors Sud-Ouest) la Bretagne ou la Normandie, a été repris plus tard pour désigner des régions françaises devenues collectivité territoriale en France en 1982 ; au sud-ouest, ce fut le cas de Languedoc (avec un périmètre différent) mais non de la Gascogne.
Au sens strict, 1/4 Sud-Ouest de la France métropolitaine, les régions administratives et collectivités locales concernées sont les régions françaises actuelles Nouvelle-Aquitaine et Occitanie, et l'ex-région française Auvergne. Par contre, le Poitou n'est pas ou peu dans le 1/4 Sud-Ouest, bien qu'il soit inclus dans la dénomination de l'ex-région Poitou-Charentes fusionnée dans Nouvelle-Aquitaine.

## Cultures traditionnelles

### Gastronomie et Viticulture
Dans le domaine de la gastronomie, l'expression Cuisine du Sud-Ouest est souvent utilisée comme synonyme de  Cuisine gasconne.
Les appellations du Sud-Ouest viticole, ensemble de terroirs viticoles dans les régions Occitanie et/ou Nouvelle-Aquitaine, sont situées dans un nombre important de départements du Sud-Ouest, : d'une part les vignoble et vins de Gascogne (entre Garonne et Pyrénées), d'autre part ceux situés au nord et à l'est de la Garonne, entre les vignobles de Bordeaux et du Médoc (en Gironde, à l'ouest) et le vignoble du Languedoc-Roussillon méditerranéen (au sud-est). Ainsi dans ce domaine, l'usage du terme est fonction de la présence d'autres appellations.

### Toponymie et anthroponymie
On trouve des exemples fréquents de lien Toponyme / Anthroponyme à spécificité régionale :
Ainsi, la forme Lalanne est typiquement gasconne, alors que le nom de famille Lalane est surtout porté en Corrèze.
Lalanne désigne celui (ou celle) qui est originaire d'un lieu-dit la Lane, la Lanne (apparenté à Lannes pour le sens) ; c'est un toponyme très fréquent dans tout le Sud-Ouest, en France. On peut noter aussi, toutefois, la présence fréquente de Lan, Lann en Bretagne.